# Mega Man ZX
Mega Man ZX или Rockman ZX (яп. ロックマンゼクス Rokkuman Zekusu) — спин-офф большой серии игр Mega Man. Mega Man ZX — платформер по типу Mega Man, Mega Man X и Mega Man Zero. В игре используется графический стиль Mega Man Zero (художник Тору Накаяма). Буквы Z и X в названии — отсылка к Zero и Mega Man X. Игра имеет продолжение MegaMan ZX Advent. В игре впервые в серии Mega Man есть протагонисты и мужского, и женского полов.

## Сюжет

Скриншот из игры

Игра начинается с беседы одного из курьеров со своим клиентом по устройству связи. Двое почтовых служащих — Гиро и Вент должны доставить неким Стражникам (англ. Guardians) посылку, содержимое которой неизвестно. Пока Гиро договаривается о месте встречи, Вент стоит на откосе и смотрит вдаль, где располагается здание могущественной корпорации Slither, Inc. Внезапно транспорт героев атакуют враждебные Маверики и Вента вместе с посылкой отбрасывает в сторону. Он падает вниз с откоса, и очнувшись, пытается забрать посылку, чтобы донести её до пункта назначения. Внезапно он видит группу Стражников во главе с девушкой Прэйри (англ. Prairie). Они собираются забрать предназначенное им, но вдруг появляется огромный Маверик в виде змеи и атакует их. Вент бросается на защиту девушки, и неожиданно, «посылка» предлагает ему объединиться ради того, чтобы одержать победу. Он соглашается, и получает способность к трансформации в Мега Мена. Чуть позже выясняется, что посылка на самом деле содержала Биометалл X, способный давать носителю новые способности. Вент и Гиро (завладевший Биометаллом Z) оказываются втянуты в круговорот приключений.

## Оценки в прессе
| Сводный рейтинг    | Сводный рейтинг |
| Агрегатор          | Оценка          |
| ------------------ | --------------- |
| GameRankings       | 77,10 %         |
| Metacritic         | 76/100          |
| Иноязычные издания |                 |
| Издание            | Оценка          |
| Famitsu            | 31/40           |
| GameSpot           | 7,7/10          |
| GameSpy            | 7,3/10          |
| IGN                | 8,2/10          |
| Nintendo Power     | 8,5/10          |
| Play (UK)          | 9/10            |
| X-Play             | [ 10 ]          |

Mega Man ZX собрал положительные оценки большинства обозревателей, со средней оценкой в 76 из 100 баллов на Metacritic. Аналогично Mega Man Zero, игра Mega Man ZX сравнивалась с оригинальной серией Mega Man. Мнения рецензентов относительно высокого уровня сложности разделились, часть сочла сложность приятной, а другая часть подвергла критике. Геймплей и дизайн уровней были расхвалены. В обзорах минусами указывались запутанная карта мира, и иногда, разочаровывающий уровень сложности.
Mega Man ZX стала шестой по продажам игрой в Японии на момент своего выхода, продавшись количеством в 33 652 экземпляров. В том же регионе к концу 2006 года в итоге было продано 94 341 копий игры. Прямое продолжение игры, Mega Man ZX Advent, было анонсировано к выходу в следующем году.